# Agrypon festivum
Agrypon festivum là một loài tò vò trong họ Ichneumonidae.